# Barry Manilow
Barry Alan Pincus, mieux connu professionnellement sous le nom de Barry Manilow, né le 17 juin 1943 à New York, est un chanteur, compositeur, acteur et producteur américain d'origine juive polonaise.
Il est le cinquième artiste à avoir fait le plus d'entrées au Hot Adult Contemporary Tracks derrière Elton John, Barbra Streisand, Neil Diamond et Elvis Presley.
En plus d'une carrière de chanteur à succès, il a composé et produit des hits pour Dionne Warwick, Frank Sinatra, Barbra Streisand, Rosemary Clooney, Nancy Wilson, Whitney Houston ou Aretha Franklin, parmi bien d'autres.

## Biographie

### Carrière
Barry Manilow est, à partir de 1964, le compositeur (et souvent interprète) de génériques, jingles, et bandes originales de films et de dessins animés des studios Walt Disney chez CBS.
En 1971, il se lance dans le spectacle aux côtés de la sulfureuse Bette Midler au Continental Gay Bathhouse de New York où ils affichent complet durant plusieurs mois. Réputé pour jouer avec uniquement une serviette autour de la taille, le duo devient rapidement une figure du rock alternatif new-yorkais. Après cette expérience et un album à succès The Divine Miss M, le couple Manilow/Midler se sépare, partagé entre ces deux fortes personnalités.
Il est l'arrangeur en 1973 de la chanson Could It Be Magic, reprise d'un prélude en do mineur Opus 28 numéro 20 de Frédéric Chopin ; l'interprétation de Donna Summer en 1975 en fait un tube international.
Toujours en 1973, il sort un album solo qui est classé parmi les 100 meilleurs albums de l'année du magazine français Rock & Folk malgré une diffusion radiophonique peu importante. Y figurent le futur tube Could It Be Magic ainsi que One of these Days, chanson travaillée avec Ray Charles.
En 1974, son chemin croise celui du jeune Clive Davis qui lui propose de sortir un album sous son label florissant, Arista Records dont Manilow devient un membre clé. Leur première collaboration Barry Manilow II atteint rapidement des records de vente jusqu'à une succession de classements à la première place du hit-parade américain de ces disques de 1975 à 1981.

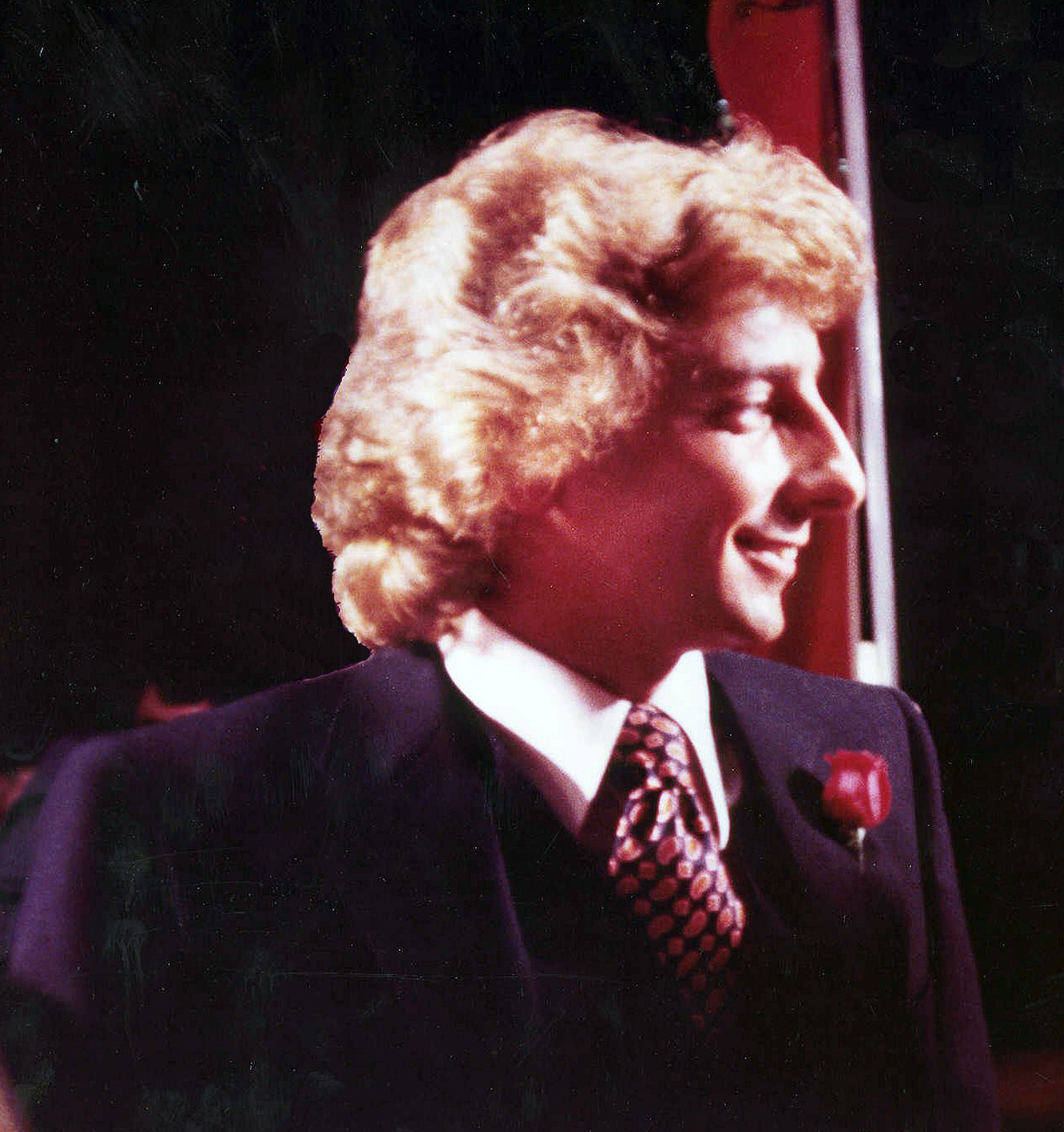
Barry Manilow en 1979.

Après Copacabana (At the Copa), en 1978, il fait une interprétation du titre Memory en 1982, qui est la version la mieux classée dans les charts américains de cette chanson maintes fois reprise.
Homme de scène le plus récompensé de 1972 à 2012 (comme encore pour un de ses derniers spectacles à Las Vegas, meilleur spectacle de variété aux Emmy Awards 2006, en 1978), cinq de ses albums furent au top des ventes simultanément, un record égalé seulement par Michael Jackson, Frank Sinatra et Johnny Mathis. En 1988, Bob Dylan va jusqu'à le citer comme source d'inspiration de tout artiste.
En 2003, il produit l'album Bette Midler Sings the Rosemary Clooney Songbook afin de rendre hommage à la chanteuse de jazz Rosemary Clooney décédée en 2002.
En 2006, deux de ses albums sont classés numéros 1 et 2 consécutifs, un record encore inégalé. Cela marque son retour dans les charts en tant qu'artiste de premier plan.
En 2009, il donne un concert diffusé sur la BBC à Hyde Park à Londres réunissant plusieurs centaines de milliers de fans dans la capitale anglaise lors de la BBC Proms.

#### Bilan
Barry Manilow a lancé la carrière de Bette Midler, a produit Dionne Warwick et inspiré Whitney Houston ainsi que de nombreux artistes[réf. nécessaire].
Grâce à des hits comme Mandy, Weekend in New-England ou encore Tryin' to get the Feeling Again, il s'est imposé comme une véritable icône de la musique pop rock/soft rock aux États-Unis. Michael Jackson, dont il fut pendant longtemps un ami très proche, le présentait comme son père spirituel[réf. nécessaire].
Surnommé le « showman de multi-génération », le parrain de Las Vegas ou encore « un géant parmi les entertainers » par le magazine Rolling Stones, il chante à guichets fermés dans chacun des pays où il passe.

#### Présence médiatique
Barry Manilow est l'artiste le plus demandé à la télévision américaine, d'après Oprah Winfrey[réf. nécessaire].
En 2007, alors qu'il était invité d'honneur dans l'émission The View de la chaîne américaine ABC, sa présence est soudainement annulée. Alors que Barry Manilow dit avoir boycotté l'émission considérant que les opinions politiques de la co-présentatrice néo-conservatrice Elisabeth Hasselbeck imposée par la chaîne sont « dangereuses et offensantes ».

### Vie privée
En 2015, le New York Daily News relance les rumeurs annonçant son mariage secret avec le producteur Garry Kief, ce que confirmera leur amie Suzanne Somers interviewée sur la chaîne ABC,.

Ce n'est qu'en avril 2017, après une relation de 40 ans avec son mari, que Barry Manilow décide d'informer le grand public de son homosexualité cachée du grand public, un coming-out tardif (à 74 ans) salué par les médias du monde entier,. Il le justifie par l'homophobie de l'Amérique des années 1960 à 1980 où l'homosexualité est encore un tabou, et la peur de décevoir ses fans : 

« Aujourd'hui je peux dire que je suis fier et heureux. Heureux de vivre dans un monde où il est bien moins difficile de vivre librement son amour. Que tous mes fans soient fiers et heureux. En espérant que cela ouvre un chemin et puisse aider les jeunes LGBT. »

## Discographie (albums)
Barry Manilow aurait vendu près de 100 millions d'albums à travers le monde.

### Studio
- Barry Manilow I (1973) - US #28
- Barry Manilow II (1974) - US #9
- Tryin' to Get the Feeling (1975) - US #5
- This One's for You (1976) - US #6
- Even Now (1978) - US #3, UK #12
- One Voice (1979) - US #9, UK #18
- Barry (1980) - US #15, UK #5
- If I Should Love Again (1981) - US #14, UK #5
- Here Comes the Night (1982) - US #32, UK #7
- Oh,Julie (EP) (1982) - US
- 2:00 AM Paradise Cafe (1984) - US #28, UK #40
- Manilow (1985) - US #42, UK #40
- Swing Street (1987) - US #70
- Barry Manilow (1989) - US #64
- Because It's Christmas (1990) - US #40
- Showstoppers (1991) - US #68
- Singin' with the Big Bands (1994) - US #59
- Summer of '78 (1996) - US #82
- Manilow Sings Sinatra (1998) - US #122
- Here at the Mayflower (2001) - US #90, UK #18
- A Christmas Gift of Love (2002) - US #55
- Scores (2004) - US #47
- The Greatest Songs of the Fifties (2006) - US #1, UK #12
- The Greatest Songs of the Sixties (2006) - US #2
- The Greatest Songs of the Seventies (2007) - US #4 UK #27
- In the Swing of Christmas (2007)
- The Greatest Songs of the Eighties (2008) - US #14 UK #22
- The Greatest Love Songs of all Time (2010) US #5 UK #26
- 15 Minutes (2011) - US #7 UK #20
- Night Songs (2014) - US #8
- My dream duets (2014) - US #4 UK #28
- This Is My Town (2017)

### Live
- Barry Manilow Live (1977) - US #1
- Barry Live in Britain (1982) - UK #1
- Live on Broadway (1990) - US #196, UK #19
- 2 Nights Live! (2004) - US #27

### Best ofet compilations
- 1978 Greatest Hits US #7, UK #3 (as Manilow Magic - The Best Of Barry Manilow)
- 1983 Greatest Hits Vol. II US #30, UK #10 (as A Touch More Magic)
- 1985 The Manilow Collection / 20 Classic Hits US #100
- 1989 Greatest Hits Vol. I
- 1989 Greatest Hits Vol. II
- 1989 Greatest Hits Vol. III
- 1990 The Songs 1975-1990
- 1992 The Complete Collection and Then Some...
- 1993 Greatest Hits: The Platinum Collection UK #37
- 2002 Ultimate Manilow US #3, UK #8
- 2005 The Essential Barry Manilow (Legacy Recordings)
- 2008 Beautiful Ballads & Love Songs

## Dans la culture populaire
Dans la série Angel, le vampire éponyme chante Mandy, de Barry Manilow, afin que le démon Lorne lise dans son âme. 
Dans Silver Surfer (Marvel, 1987 Series) #36, dernière planche, l'Homme Impossible quitte le Surfer en mentionnant Manilow : "Que ce jour soit immortalisé par des chansons de Barry Manilow !"

## Hommage
Barry Manilow a son étoile sur le Hollywood Boulevard.
En janvier 2013, le conseil municipal de New York décide de lui rendre hommage pour avoir fait « musicalement resplendir sa ville natale » en renommant officiellement Manilow Way la 44e rue de la 7e avenue donnant sur Broadway.